# Young Kim

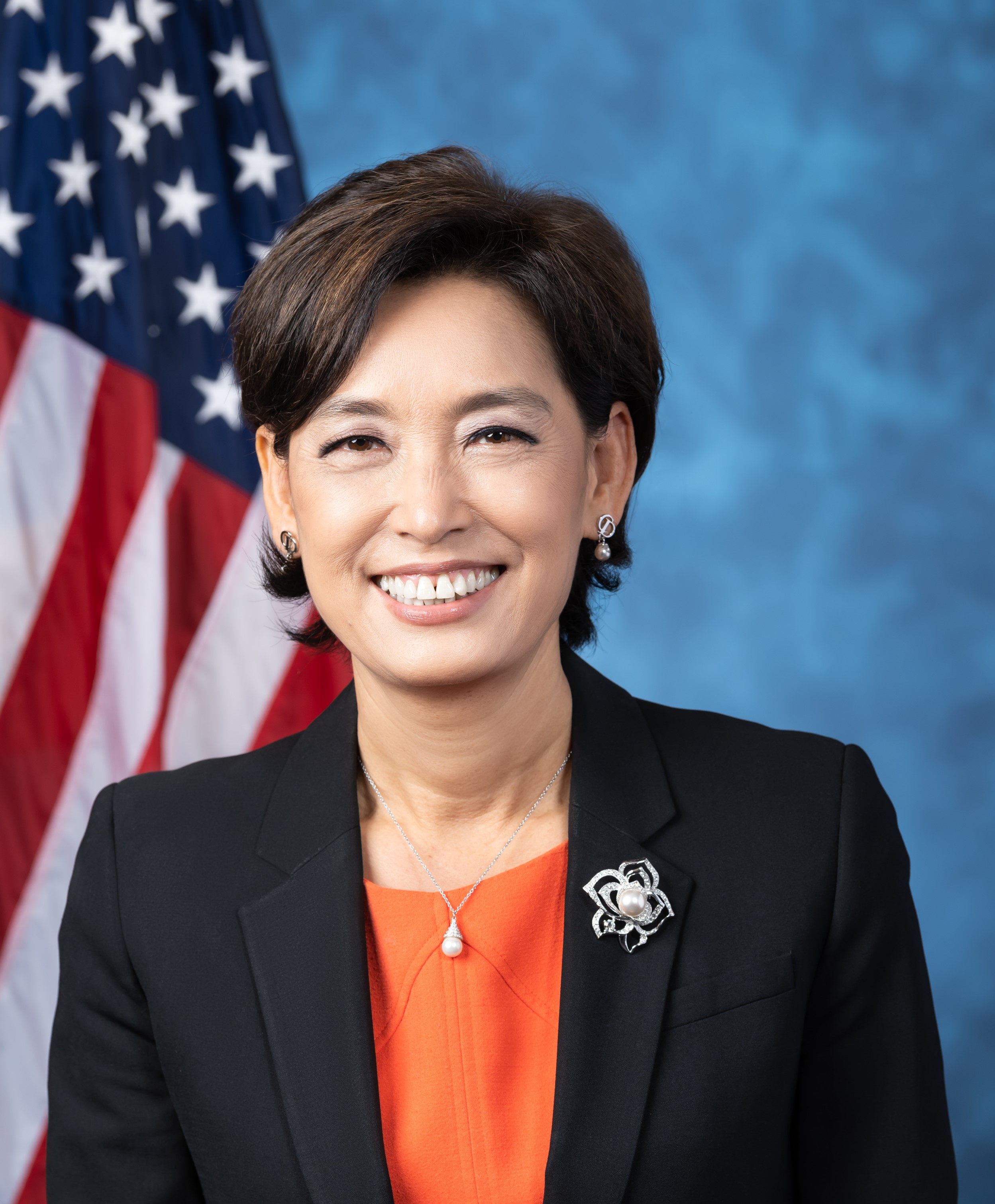
Retrato oficial de Young Kim para el Congreso de los Estados Unidos.

Young Oak Kim (apellido de soltera: Choi, coreano: 최영옥, Incheon, 18 de octubre de 1962) es una política y empresaria nacida originalmente en Corea del Sur que ejerce como representante de los Estados Unidos en el distrito 39 del Congreso de California. Su distrito incluye partes del norte del Condado de Orange. En las elecciones del 2020 a la Cámara de Representantes, Kim, Michelle Park Steel y Marilyn Strickland se convirtieron en las tres primeras mujeres coreano-estadounidenses elegidas para el Congreso de los Estados Unidos. Kim y Steel son además las primeras coreano-estadounidenses en ser elegidas para el Congreso de California desde Jay Kim.
Como miembro del Partido Republicano, Young Kim ejerció como asambleísta del Estado de California para el distrito 65 de 2014 a 2016, tras derrotar al titular demócrata Sharon Quirk-Silva en 2014; sin embargo, Kim perdió su puesto en la revancha con Quirk-Silva en 2016. Kim fue la primera mujer nacida en Corea del Sur elegida para la legislatura del Estado de California.
En 2018, Kim era la candidata republicana para el distrito 39 del Congreso de California, perdiendo por poco frente al demócrata Gil Cisneros en las elecciones generales, y en 2020, Kim derrotó le derrotó en la revancha. Kim junto con Steel y David Valadao, estaban entre los tres primeros candidatos republicanos en quitar el puesto a la Cámara Democrática desde 1994.

## Primeros años de vida y educación
Kim nació en 1962 en Incheon, Corea del Sur, y residió en Seúl durante su infancia. Junto con su familia emigró de Corea del Sur en 1975, en primer lugar, viviendo en Guam donde terminó la Secundaria; y luego en Hawái, donde acabó Bachillerato. Kim se licenció en Administración de Empresas en la Universidad del Sur de California.

## Carrera

### Sector privado
Tras graduarse en la USC, trabajó como analista financiera para First Interstate Bank y luego como reguladora de manufacturaciones de JK Sportswear. Además, abrió su propia empresa en la industria textil.
Kim trabajó para el Senador Ed Royce. después de que su marido conociese a Royce mientras promocionaba una organización sin ánimo de lucro, la Coalición Coreano-Americana Tras Royce ser elegido para la Cámara de Representantes de Estados Unidos, Kim trabajó durante 21 años como su enlace a la comunidad y como directora de asuntos asiáticos Durante la mayor parte de ese tiempo, también apareció a menudo en su propio programa de televisión conocido como “Los Ángeles de Seúl con Young Kim” y en su programa de radio “Radio Seúl”, en el cual debatía sobre asuntos políticos que afectan a los coreanos-americanos

## Asamblea del Estado de California
Kim fue elegida para la Asamblea en 2014, tras derrotar al asambleísta democrático Sharon Quirk-Silva. Sin embargo, en 2016, Quirk-Silva fue quien derrotó a Kim.

## Cámara de Representantes de los Estados Unidos

### Elecciones

#### 2018
En 2017, Kim anunció su candidatura a la Junta de Supervisores del Condado de Orange, un cargo no partidista en el 4.º distrito, que incluye Fullerton, Placentia, La Habra y Brea, además de partes de Anaheim y Buena Park. En enero de 2018, inmediatamente después de que Royce anunciara su jubilación, Kim anunció que en su lugar se incorpora en la carrera política para suceder a Royce como representante del 39.º Congreso del distrito de California. Royce apoyó a Kim el día después de anunciar su jubilación. Kim recibió la mayor cantidad de votos en las primeras elecciones entre un campo de 17 candidatos, lo que le permitió avanzar a las elecciones generales junto con el candidato demócrata Gil Cisneros.
Las encuestas mostraron una carrera ajustada durante toda la campaña, y FiveThrityEight calificó la carrera como un cara o cruz. Los primeros resultados de la noche de las elecciones mostraban a Kim con una ventaja de 52,5% - 47,5%, pero finalmente perdió ante Cisneros que recibió el 51,6% de los votos frente al 48,4% de Kim tras el recuento de los votos por correo. Cuando el recuento de votos mostró que Kim estaba perdiendo, hizo acusaciones de fraude electoral, aunque no aportó pruebas. El 18 de noviembre Kim se rindió.

#### 2020
En abril de 2019, Kim anunció que se presentaría de nuevo para representar al distrito 39. Inmediatamente después de su anuncio, altos cargos del partido la apoyaron, incluido el líder de la minoría de la Cámara de Representantes, Kevin McCarthy. En las elecciones primarias abiertas de marzo de 2020, Kim recibió el 48,3% de los votos frente al 46,9% de Cisneros, por lo que ambos avanzaron fuera de las primarias hasta la revancha.
Kim demostró ser una de las principales aspirantes a la Cámara de Representantes en todo el país con una recaudación de 6,16 millones de dólares frente a los 4,36 millones de dólares de Cisneros. A diferencia del ciclo anterior, la mayoría de los observadores electorales calificaron la carrera como “demócratas de tendencia”, y FiveThirtyEight predijo que Kim tenía un 26% de posibilidades de ganar.
Al final de la noche electoral, Kim llevaba una ventaja de unos 1.000 votos. A medida que se contaban los votos por correo, su ventaja seguía creciendo, en contraste con la tendencia de las elecciones anteriores. Associated Press la dio por ganadora el 13 de noviembre. Ganó a pesar de que el candidato presidencial demócrata, Joe Biden, se impuso en el distrito por 10 puntos. Kim, Michelle Steel y Marilyn Strickland se convirtieron en las primeras mujeres coreano-americanas elegidas para el Congreso.

#### 2022
En diciembre de 2021, Kim anunció que buscaría la reelección en el distrito 40 del Congreso de California, debido a la redistribución de distritos.

### Posiciones
El 3 de enero de 2021, Kim juró su cargo en el 117.º Congreso de Estados Unidos.
El 6 de enero de 2021, Kim votó a favor de certificar la victoria de Joe Biden en el Colegio Electoral, negándose a apoyar los esfuerzos liderados por los republicanos para impugnar los resultados.
El 13 de enero de 2021, Kim votó en contra de la segunda destitución de Donald Trump y dijo que estaba a favor de censurar a Trump pero no de destruirlo.
El 4 de febrero de 2021, Kim se unió a otros 10 miembros republicanos de la Cámara de Representantes que votaron junto a todos los demócratas para despojar a Marjorie Taylor Greene de sus asignaciones en la Comisión de Educación y Trabajo y en la Comisión de Presupuestos en respuesta a las polémicas que había hecho.
El 25 de febrero de 2021, Kim votó en contra de la Ley de Igualdad, un proyecto de ley que prohibiría la discriminación basada en la identidad de género y la orientación sexual mediante la modificación de la Ley de Derechos Civiles de 1964 y la Ley de Vivienda Justa para incluir explícitamente nuevas protecciones. En una declaración posterior, Kim declaró que creía que todas las personas debían ser tratadas con respeto y tener las mismas oportunidades, pero justificó su voto porque el proyecto de ley “socava las libertades religiosas de los estadounidenses, limita las protecciones para las personas de fe y abre la puerta para poner fin a la Enmienda Hyde, que lleva décadas en vigor.”
El 27 de febrero de 2021, Kim se unió a todos los republicanos para votar en contra de la Ley del Plan de Rescate estadounidense 2021, un proyecto de ley de ayuda para el COVID-19 de 1,9 billones de dólares, citando la falta de bipartidismo y criticando el proyecto de ley por tener solo el 9% de la financiación directamente destinada a la lucha contra el COVID-19, con la mayor parte de la ayuda no gastada hasta 2022.
Según Govtrack, Kim se encuentra entre los representantes republicanos más centristas, basándose en los patrones de patrocinio y copatrocinio de la legislación con los demócratas. Votó en contra de la mayoría de la bancada republicana en varias votaciones clave, entre ellas la reautorización de la Ley de Violencia contra las Mujeres y un proyecto de ley para retrasar los recortes de gastos en Medicare y otros servicios. Kim votó con la mayoría de la bancada republicana el 96% de las veces
Hasta febrero de 2022, Kim había votado en línea con la posición declarada del presidente Joe Biden el 26% de la veces.

### Asignación de comisiones
- Comité de Asuntos Exteriores
  - Subcomité de Asia, el Pacífico, Asia Central y No Proliferación
  - Subcomité de África, Salud Global y Derechos Humanos Globales
- Comité de la Pequeña Empresa
  - Subcomité de Innovación, Emprendimiento y Desarrollo de la Mano de Obra, miembro de rango
  - Subcomité de Crecimiento Económico, Fiscalidad y Acceso al Capital
- Comité de Ciencia, Espacio y Tecnología[33]
  - Subcomité de Espacio y Aeronáutica

### Participación en grupos parlamentarios
- Grupo para la resolución de problemas[34]
- Grupo del Congreso sobre cuestiones armenias
- Grupo del Congreso de Taiwán
- Grupo del Congreso sobre la India y los americanos de origen indio
- Asociación Republicana de la Calle Principal[35]
- Grupo Republicano de Gobernanza[36]

## Posiciones políticas
En 2016, la plataforma de Kim en la Asamblea incluía la oposición a los cambios en la Proposición 13, que limita los impuestos a la propiedad.
La plataforma de Kim en el Congreso incluía la oposición a la Ley de Asistencia Asequible, el apoyo a los beneficiarios de la Acción Diferida para los Llegados en la Infancia, el apoyo a “la postura contra las ciudades santuario adoptada por la Junta de Supervisores del Condado” y el apoyo a la migración en cadena. NBC News informó de que los temas importantes para Kim incluían “la creación de puestos de trabajo y el mantenimiento de los impuestos bajos”, “el refuerzo de la financiación de la educación en la ciencia, tecnología, ingeniería y matemáticas”, y la reforma del sistema de inmigración para “garantizar que aquellos traídos a los EE.UU sin documentación legal son tratados justamente y con compasión" Es partidaria de la condonación de las préstamos estudiantiles si el prestatario está al borde de la quiebra Es una fiscal conservativa.
En junio de 2020, tras los crecientes llamamientos a “desfinanciar a la policía” tras el asesinato de George Floyd, Kim calificó estas demandas de “irresponsabilidades” y dijo que desfinanciar a las fuerzas del orden haría más vulnerables a las comunidades. Pidió una mayor responsabilidad y transparencia en la aplicación de la ley, así como un aumento de la formación y la reevaluación de las directrices para disminuir el uso de la fuerza innecesaria. Kim también argumentó que los primeros pasos para progresar requerían “tratarnos unos a otros con respeto independientemente de nuestra raza u ocupación y tener conversaciones honestas sin acusaciones ni juicios”.
En junio de 2020, Kim criticó al presidente Trump por referirse al COVID-19 como “Kung Flu”, y recibió la reacción de algunos miembros de su partido.

### Derechos LGBT
En 2014, Kim se opuso a una ley de California que “exigía que las escuelas permitieran a los estudiantes transgénero utilizar los baños su elección y participar en los deportes por su identidad de género y no por su género anatómico.” Durante una entrevista en el Orange County Register, Kim dijo que se oponía a la ley por la preocupación de que podría ser necesario construir nuevas instalaciones escolares, se requería un gasto adicional, los estudiantes podrían cambiar su identidad “por capricho”, y que los estudiantes transgénero de hombre a mujer tendrían una ventaja injusta en los deportes. Ha dicho que las personas transgénero “merecen ser respetadas”, pero que no cree que los individuos LGBT hayan nacido con sus identidades u orientaciones.
Kim se opuso al matrimonio entre personas del mismo sexo en 2014, pero en 2015 ella y otros 61 miembros de la Asamblea fueron coautores de una resolución que establecía el mes de junio como el Mes del Orgullo y reconocía el matrimonio entre personas del mismo sexo. Cuando se le preguntó sobre esto, Kim dijo que era “reconocer a los individuos que están haciendo contribuciones a nuestra comunidad [incluyendo] la comunidad LGBT.” En 2016, apoyó un proyecto de ley de la asamblea que exigía que los baños de uso único fueran de género neutro.

### Asuntos de Corea
Kim ha expresado su preocupación por la cuestión de las familias divididas en la península de Corea, especialmente los coreano-americanos con parientes en Corea del Norte. En febrero de 2021, ella y Grace Meng copatrocinaron la Ley H.R.826, que exigiría al secretario de Estado y al enviado especial de Estados Unidos para los derechos humanos en Corea del Norte que den prioridad a la ayuda para reunir a las familias coreano-americanas divididas.
Kim también se ocupó de la cuestión de las mujeres de solaz de la época de Corea bajo del dominio japonés y ha dicho que hay que apoyar a las víctimas de la trata de personas y la esclavitud. Siendo asambleísta de California, asistió a una protesta contra los crímenes de guerra de Japón durante la Segunda Guerra Mundial en Pershing Square, Los Ángeles, durante la visita del primer ministro japonés Shinzo Abe a Estados Unidos en 2015. Durante esa reunión, habló sobre las mujeres de solaz y exigió que el gobierno japonés presentara una disculpa. En febrero de 2021, criticó las afirmaciones del profesor de la Facultad de Derecho de Harvard John Mark Ramseyer de que esas mujeres eran “trabajadoras sexuales voluntarias” y le instó a disculparse.

## Vida personal
Kim está casada con Charles Kim, un administrador sin ánimo de lucro y filántropo. Viven en La Habra, California, y anteriormente vivieron en Fullerton durante su campaña de 2018. Tienen cuatro hijos. Kim es cristiana.

## Elecciones a la Asamblea del Estado de California de 2014
| Primeras Elecciones |               |                    |        |       |
| Partidos            | Partidos      | Candidatos         | Votos  | %     |
|                     | Republicano   | Young Kim          | 21,593 | 54.7  |
|                     | Democrático   | Sharon Quirk-Silva | 17,896 | 45.3  |
| Votos totales       | Votos totales | Votos totales      | 39,489 | 100.0 |

| Elección general |                                                |                    |        |       |
|                  | Republicano                                    | Young Kim          | 42,376 | 54.6  |
|                  | Democrático                                    | Sharon Quirk-Silva | 35,204 | 45.4  |
| Votos totales    | Votos totales                                  | Votos totales      | 77,580 | 100.0 |
|                  | Los republicanos ganan frente a los demócratas |                    |        |       |

## Elecciones a la Asamblea del Estado de California de 2016
| Primeras elecciones |               |                    |        |       |
| Partido             | Partido       | Candidato          | Votos  | %     |
|                     | Democrático   | Sharon Quirk-Silva | 42,890 | 54.3  |
|                     | Republicano   | Young Kim          | 36,028 | 45.7  |
| Votos totales       | Votos totales | Votos totales      | 78,918 | 100.0 |

| Elección general |                                                |                    |         |      |
|                  | Democrático                                    | Sharon Quirk-Silva | 69,806  | 52.5 |
|                  | Republicano                                    | Young Kim          | 63,119  | 47.5 |
| Votos totales    | Votos totales                                  | Votos totales      | 132,925 | 100  |
|                  | Los demócratas ganan frente a los republicanos |                    |         |      |

## Elección del 39.º distrito del Congreso de California en 2018
| Primeras elecciones |                                                |                     |         |       |
| Partido             | Partido                                        | Candidato           | Votos   | %     |
|                     | Republicano                                    | Young Kim           | 30,019  | 21.2  |
|                     | Democrático                                    | Gil Cisneros        | 27,469  | 19.4  |
|                     | Republicano                                    | Phil Liberatore     | 20,257  | 14.3  |
|                     | Democrático                                    | Andy Thorburn       | 12,990  | 9.2   |
|                     | Republicano                                    | Shawn Nelson        | 9,750   | 6.9   |
|                     | Republicano                                    | Bob Huff            | 8,699   | 6.2   |
|                     | Democrático                                    | Sam Jammal          | 7,613   | 5.4   |
|                     | Democrático                                    | Mai-Khanh Tran      | 7,430   | 5.3   |
|                     | Democrático                                    | Herbert H. Lee      | 5,988   | 4.2   |
|                     | Republicano                                    | Steven C. Vargas    | 4,144   | 2.9   |
|                     | Democrático                                    | Suzi Park Leggett   | 2,058   | 1.5   |
|                     | Republicano                                    | John J. Cullum      | 1,747   | 1.2   |
|                     | Sin partido preferente                         | Karen Lee Schatzle  | 903     | 0.6   |
|                     | Sin partido preferente                         | Steve Cox           | 856     | 0.6   |
|                     | Republicano                                    | Andrew Sarega       | 823     | 0.6   |
|                     | American Independent                           | Sophia J. Alexander | 523     | 0.4   |
|                     | American Independent                           | Ted Alemayhu        | 176     | 0.1   |
| Votos totales       | Votos totales                                  | Votos totales       | 141,445 | 100.0 |
| Elección general    |                                                |                     |         |       |
|                     | Democrático                                    | Gil Cisneros        | 126,002 | 51.6  |
|                     | Republicano                                    | Young Kim           | 118,391 | 48.4  |
| Votos totales       | Votos totales                                  | Votos totales       | 229,860 | 100.0 |
|                     | Los demócratas ganan frente a los republicanos |                     |         |       |

## Elección del 39.º distrito del Congreso de California en 2020
| Primeras elecciones |                                                |               |         |       |
| Partido             | Partido                                        | Candidato     | Votos   | %     |
|                     | Republicano                                    | Young Kim     | 83,782  | 48.4  |
|                     | Democrático                                    | Gil Cisneros  | 81,133  | 46.8  |
|                     | Independiente                                  | Steve Cox     | 8,264   | 4.8   |
| Votos totales       | Votos totales                                  | Votos totales | 173,179 | 100.0 |
| Elección general    |                                                |               |         |       |
|                     | Republicano                                    | Young Kim     | 172,253 | 50.6  |
|                     | Democrático                                    | Gil Cisneros  | 168,108 | 49.4  |
| Votos totales       | Votos totales                                  | Votos totales | 316,047 | 100.0 |
|                     | Los republicanos ganan frente a los demócratas |               |         |       |

(Esta entrada ha sido creada a raíz de una traducción de la entrada original en la Wikipedia en inglés: https://en.wikipedia.org/wiki/Young_Kim)